# Oceania Cup 2011
Oceania Cup 2011 – czwarty turniej z cyklu Oceania Cup, międzynarodowe zawody rugby union organizowane przez FORU dla rozwijających się zespołów z Oceanii, które odbyły się w dniach 29 listopada – 3 grudnia 2011 roku w Port Moresby.

## Informacje ogólne
Papua New Guinea Rugby Football Union otrzymał prawo do organizacji zawodów pod koniec lipca 2011 roku. Uczestnicy zostali ogłoszeni 20 września, a harmonogram rozgrywek 8 listopada 2011 roku.
Cztery uczestniczące zespoły rywalizowały systemem kołowym w ciągu trzech meczowych dni. Zwycięzca meczu zyskiwał cztery punkty, za remis przysługiwały dwa punkty, porażka nie była punktowana, a zdobycie przynajmniej czterech przyłożeń lub przegrana nie więcej niż siedmioma punktami premiowana była natomiast punktem bonusowym.
W turnieju z kompletem zwycięstw triumfowali gospodarze. Szczegółowe wyniki i składy zespołów podczas rundy pierwszej, drugiej i trzeciej.
Nagrody indywidualne dla najlepszego gracza obu formacji otrzymali zawodnicy z Wysp Salomona.

## Mecze
| 29 listopada 201113:00 | Wyspy Salomona | 22:19 | Niue | Lloyd Robson Oval, Port Moresby |
| 29 listopada 201113:00 |                | 22:19 |      | Lloyd Robson Oval, Port Moresby |

| 29 listopada 201115:30 | Papua-Nowa Gwinea | 78:3 | Vanuatu | Lloyd Robson Oval, Port Moresby |
| 29 listopada 201115:30 |                   | 78:3 |         | Lloyd Robson Oval, Port Moresby |

| 1 grudnia 201113:00 | Vanuatu | 13:32 | Niue | Lloyd Robson Oval, Port Moresby |
| 1 grudnia 201113:00 |         | 13:32 |      | Lloyd Robson Oval, Port Moresby |

| 1 grudnia 201115:30 | Wyspy Salomona | 15:33 | Papua-Nowa Gwinea | Lloyd Robson Oval, Port Moresby |
| 1 grudnia 201115:30 |                | 15:33 |                   | Lloyd Robson Oval, Port Moresby |

| 3 grudnia 201113:00 | Vanuatu | 20:48 | Wyspy Salomona | Lloyd Robson Oval, Port Moresby |
| 3 grudnia 201113:00 |         | 20:48 |                | Lloyd Robson Oval, Port Moresby |

| 3 grudnia 201115:30 | Papua-Nowa Gwinea | 36:7 | Niue | Lloyd Robson Oval, Port Moresby |
| 3 grudnia 201115:30 |                   | 36:7 |      | Lloyd Robson Oval, Port Moresby |